# .global
.global은 일반 최상위 도메인(gTLD)이며 2014년 6월 6일 DNS 루트 존에 할당되었다. 이 새 최상위 도메인의 응용은 2014년 4월 17일 승인되었으며, .global은 2014년 9월 9일 대중이 이용할 수 있게 되었다.
"global"이라는 단어와 관련한 이름 충돌 문제로 인해 응용부터 시작까지의 길은 다소 복잡했다. (global을 수많은 내부망에서 사용하고 있음) 그 결과 .global 등록 기관은 이름 충돌 문제가 완전히 해결될 때까지 60,000개의 도메인 네임을 2개월 간 차단해야 했다.